# John Hunter (roddare)
John Hunter, född 8 november 1943 i Christchurch i Nya Zeeland, är en nyzeeländsk roddare.
Han tog OS-guld i åtta med styrman i samband med de olympiska roddtävlingarna 1972 i München.